# Pont Bailey

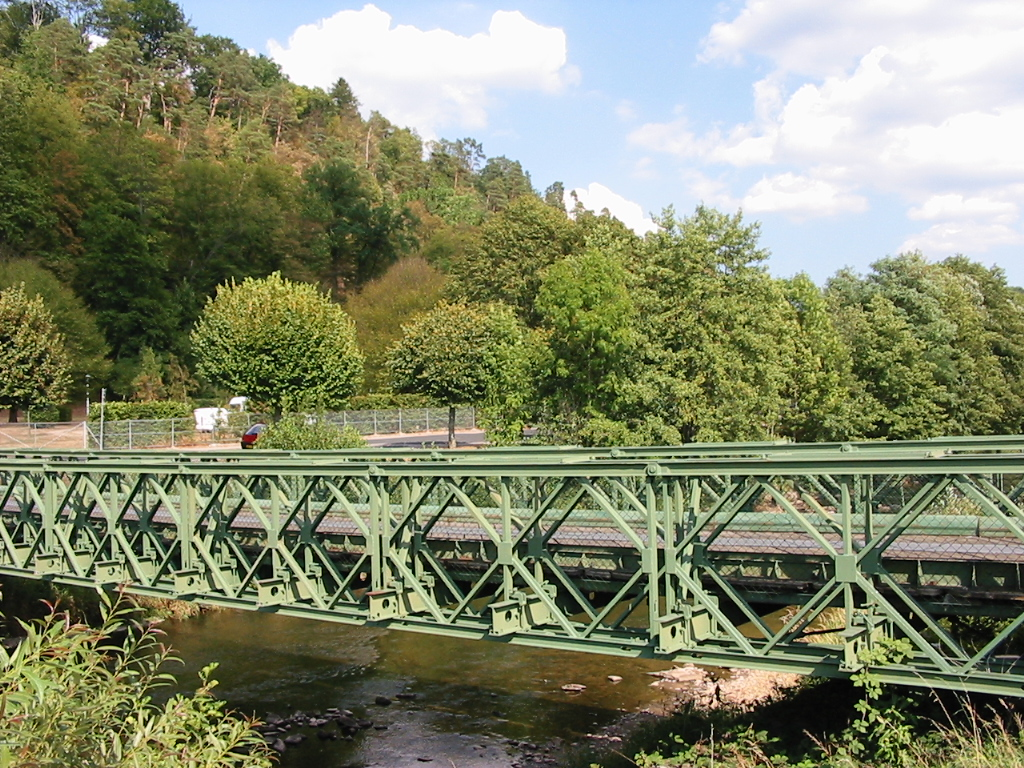
Pont Bailey a Saint-Dié-des-Vosges, França

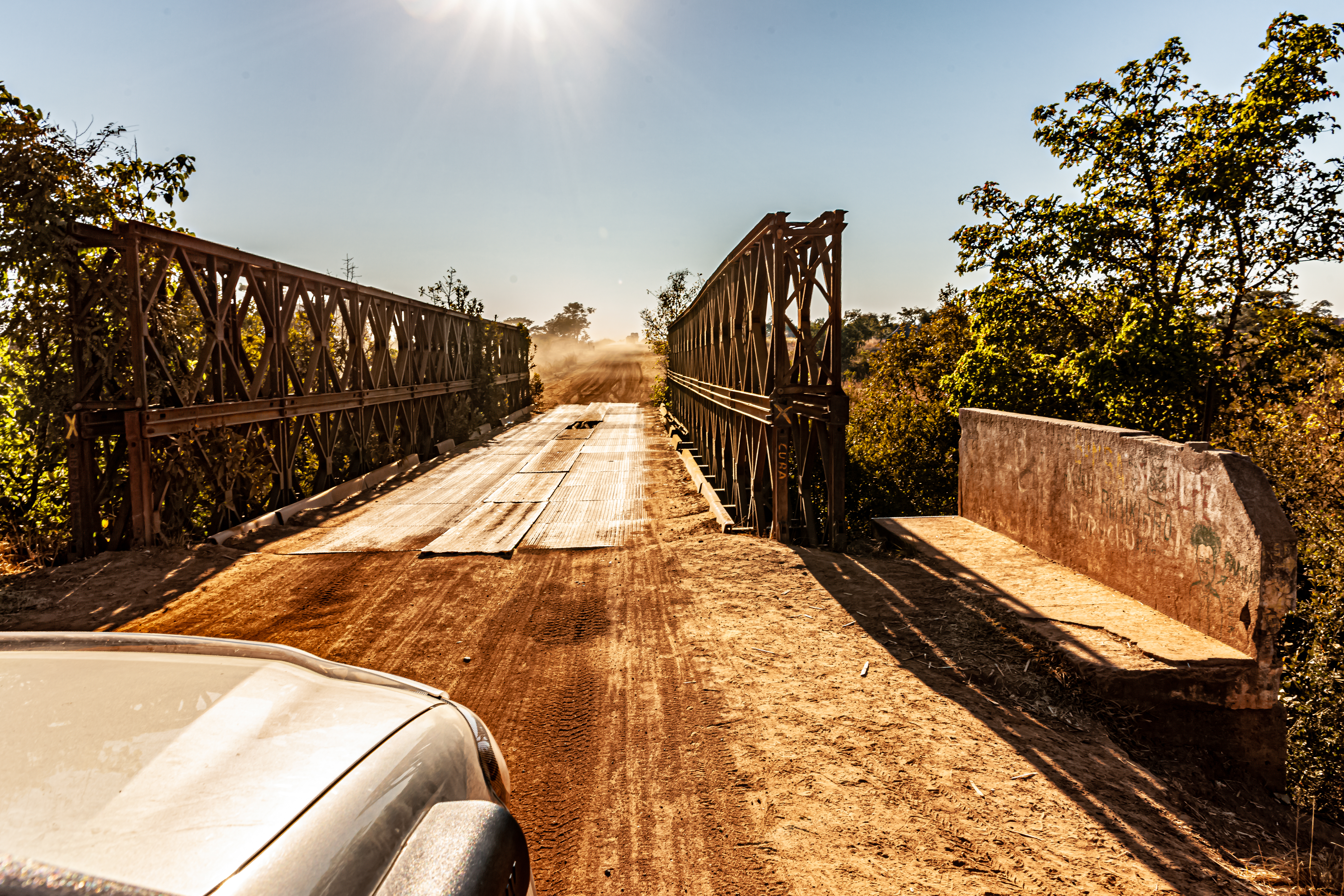
Pont Bailey (Angola)

Un  pont Bailey  és un pont portàtil prefabricat dissenyat per a ús militar. Usat per salvar llums de fins a 60 metres mitjançant l'ensamblatge d'elements d'uns tres metres de longitud, fàcilment transportables en camió. El seu acoblat no requereix eines especials o equip pesat, es pot dur a penes unes hores i ser realitzat fins i tot sota foc enemic. Aquest tipus de pont va ser dissenyat com una solució al pes més gran dels nous tancs que desenvolupats en les primeres fases de la Segona Guerra Mundial. Aquesta invenció és considerada un dels millors un dels millors exemples d'enginyeria militar durant la guerra.
El Pont Bailey va ser presentat per l'enginyer britànic Donald Bailey, que treballava a l'Oficina de Guerra de l'exèrcit britànic, als seus superiors. La producció va començar el juliol de 1941, i va entrar en servei a partir de desembre del mateix any. En total, van ser fabricades durant la guerra a prop de 490.000 tones de ponts Bailey, que sumaven un total de 320 quilòmetres de longitud de ponts fixos i uns 64 km. de ponts flotants. Les seves característiques van permetre que fos usat en tots els teatres d'operacions, encara que en destaca l'ús en la invasió aliada d'Itàlia i per a la campanya del nord-est europeu que es va produir després del desembarcament de Normandia, gràcies principalment al fet que els Estats Units van adquirir una llicència per a la seva producció.
Donald Bailey va ser nomenat Cavaller de l'Orde de l'Imperi Britànic per aquesta aportació.